# Lista symboli stanu Missisipi

Missisipi na mapie USA.

Lista symboli amerykańskiego stanu Missisipi.

## Insygnia
| Typ       | Symbol                             | Data przyjęcia | Wygląd |
| --------- | ---------------------------------- | -------------- | ------ |
| Flaga     | Flaga stanowa Missisipi            | 2021           |        |
| Pieczęć   | Pieczęć stanowa Missisipi          | 2014           |        |
| Dewiza    | Virtute et armis (Odwagą i bronią) | 1894           |        |
| Pseudonim | Stan magnoliowy; Stan gościnny     |                |        |

## Flora
| Typ    | Symbol                                         | Data przyjęcia | Wygląd |
| ------ | ---------------------------------------------- | -------------- | ------ |
| Kwiat  | Magnolia                                       | 1952           |        |
| Drzewo | Magnolia wielkokwiatowa (Magnolia grandiflora) | 1938           |        |

## Fauna
| Typ         | Symbol                                            | Data przyjęcia | Wygląd |
| ----------- | ------------------------------------------------- | -------------- | ------ |
| Ptak        | Przedrzeźniacz północny (Mimus polyglottos)       | 1944           |        |
| Motyl       | Papilio troilus                                   | 1991           |        |
| Ryba        | Bass wielkogębowy (Micropterus salmoides)         | 1974           |        |
| Owad        | Pszczoła miodna (Apis mellifera)                  | 1980           |        |
| Ssak lądowy | Jeleń wirginijski (Odocoileus virginianus)        | 1974           |        |
| Ssak lądowy | Lis rudy (Vulpes vulpes)                          | 1997           |        |
| Ssak morski | Butlonos (Tursiops truncatus)                     | 1974           |        |
| Ptak wodny  | Karolinka (Aix sponsa)                            | 1974           |        |
| Gad         | Aligator amerykański (Alligator mississippiensis) | 2005           |        |
| Muszla      | Ostryżyca amerykańska (Crassostrea virginica)     | 1974           |        |

## Inne
| Typ           | Symbol                 | Data przyjęcia | Wygląd |
| ------------- | ---------------------- | -------------- | ------ |
| Skamieniałość | Bazylozaur i Zygorhiza | 1981           |        |
| Kamień        | Skrzemieniałe drewno   | 1976           |        |
| Napój         | Mleko                  | 1984           |        |
| Zabawka       | Pluszowy miś           | 2003           |        |
| Pieśń         | Go, Mississippi        | 1962           |        |